# Alessandro Profumo
Pour les articles homonymes, voir Profumo.
Alessandro Profumo (né le 17 février 1957 à Gênes, en Ligurie, dans le Nord-Ouest de l'Italie) est un homme d'affaires et un banquier italien, président-directeur général de Leonardo depuis le 16 mai 2017.

## Biographie

### Jeunesse
Alessandro Profumo naît à Gênes le 17 février 1957. Il est le dernier d'une fratrie de cinq enfants. Il grandit à Palerme. En 1970, il déménage avec sa famille à Milan, où il poursuit ses études au lycée Manzoni puis rencontre sa femme, Sabina Ratti, qui était dans la même classe que lui.

### Études supérieures, famille et carrière professionnelle
Après le lycée, Alessandro Profumo intègre l'université Luigi Bocconi où il mène des études supérieures de business et de finance.
En 1977, il se marie avec Sabina Ratti et fête la naissance de son unique fils, Marco. Profumo abandonne alors ses études et entame une carrière professionnelle à la banque Lariano (avec un salaire d'environ 377 000 lires). En moins de dix ans, il gravit de nombreux échelons et devient directeur de branche. Parallèlement, en 1987, il reprend et termine ses études en quelques mois, rédigeant sa thèse pendant les nuits. En décembre de la même année, il rejoint le groupe McKinsey où il devient conseiller aux institutions financières.
En 1989, il rejoint, toujours en tant que consultant, le groupe Bain, Cuneo & Associés, poste qu'il quitte en 1991 pour devenir directeur, chargé des secteurs financiers et bancaires, à la RAS (Riunione Adriatica di Sicurtà (it)). En 1994, il devient directeur au Crédit italien, chargé de la stratégie et des contrôles financiers, puis manageur général en 1995. Le 29 avril 1997, le groupe Unicredit est constitué, et Alessandro Profumo en prend la direction générale le 12 février 1998.
Sous sa direction, le groupe croît au point de devenir la première banque italienne et intégrer le « top 5 » du secteur bancaire européen. Mais, le 21 septembre 2010, à la suite de mois de tensions avec le président Dieter Rampl ainsi qu'avec plusieurs actionnaires historiques, qui ont notamment remis en cause la montée en puissance de Libyens dans le capital de la banque, que Profumo a favorisée, ainsi que l'opposition catégorique de ce dernier à la possibilité d'une fusion avec le groupe Mediobanca, il est contraint à la démission.
Mai 2017 il a été nommé directeur général de Leonardo.

## Fonctions actuelles
- Membre du conseil d'administration de la Deutsche Börse à Francfort-sur-le-Main
- Membre de plusieurs organisations :
  - European Financial Services Round Table, Londres
  - Steering Committee of The Group of Thirty à New York
  - Groupe italien de la Commission trilatérale
  - Investment Advisory Council for Turkey à Istanbul
  - Comité de management de l'école de Harvard, à Boston
  - Arnaldo Pomodoro Foundation, une association de recherche contre le cancer.

## Décoration
- Chevalier de l'Ordre du Mérite de la République italienne.

## Publications
- Plus Valori, en collaboration avec Giovanni Moro, 2003
- Plusieurs articles et études relatives à la banque et à la finance